# Джордж Джайлз
Джордж Джайлз (англ. George Gyles, 17 листопада 1877 — 5 лютого 1959) — канадський яхтсмен.
Срібний призер Олімпійських Ігор 1932 року в класі 8 метрів.